# Ahativka, Berdîciv
Ahativka (în ucraineană Агатівка) este un sat în comuna Osîkove din raionul Berdîciv, regiunea Jîtomîr, Ucraina.
Localitatea face parte din regiunea istorică Volânia, iar după tratatul de pace de la Riga din 1921 a devenit parte a Uniunii Sovietice.

## Demografie
Componența lingvistică a localității Ahativka
     Ucraineană (98,09%)
     Rusă (1,91%)
Conform recensământului din 2001, majoritatea populației localității Ahativka era vorbitoare de ucraineană (98,09%), existând în minoritate și vorbitori de rusă (1,91%).